# Alfonso Barco
Alfonso Daniel Barco del Solar (ur. 7 grudnia 2001 w Limie) – peruwiański piłkarz występujący na pozycji defensywnego pomocnika, reprezentant Peru, od 2023 roku zawodnik urugwajskiego Defensora Sporting.
Jego ojciec Álvaro Barco oraz wujowie José del Solar i Fernando del Solar również byli piłkarzami.